# پارک ملی آب‌شوران
پارک ملی آب‌شوران (به ترکی آذربایجانی: Abşeron Milli Parkı) در سال ۲۰۱۵ تأسیس شده‌است، که در حومهٔ «دریای خزر» باکو قرار دارد. گستره کل پارک ۷۵۰ هکتار می‌باشد.
اطلاعات عمومی
پارک ملی آب‌شوران با فرمان رئیس جمهوری آذربایجان به تاریخ ۸ فوریه سال ۲۰۰۵ در زمینی ۷۵۰ هکتار، تحت سازمان دولتی حفاظت از طبیعت جمهوری آذربایجان دایر گردیده‌است.
این پارک در پایانه جنوب شرقی باکو، یعنی در قلمروی «شاه دیلی» (به ترکی آذربایجانی: Şah Dili) واقع شده‌است. هدف اصلی از تأسیس پارک ملی آبشوران این است که، محافظت از محیت زیست، استفاده کارآمد از آن، حفظ گونه‌های گیاهان و جانوران در حال انقراض، توسعه اکوتوریسم، ایجاد مراکز توریستی و تفریحی، انجام نظرات زیست شناختی و آگاهی بخشی به مردم در خصوص زیست شناختی تأمین شود.
پارک ملی آبشوران مملو از انواع جانوران مختلفی می‌باشد. در میان آنها از تنوع‌های پرنده می‌توان به قوی گنگ، فیلوش، اردک سرسبز، حواصیل سفید بزرگ، چنگر، سنقر تالابی، سلیم کوچک و غیره… از گونه‌های پستانداران به غزال، گرگ، شغال، گربه وحشی، جوجه تیغی، رودک، روباه، خرگوش، سگ آبی و ماهی‌های سکونت یافته در آب‌های دریای خزر اشاره نمود.
در بخش پارک ملی آبشوران در قرابت دریای مازندران تعداد زیادی از سگ آبی زندگی می‌کنند. این نوع سگ آبی در کتاب رکوردهای گینس به ثبت رسیده‌است.